# Cervarese Santa Croce
Cervarese Santa Croce est une commune italienne d'environ 5 700 habitants située dans la province de Padoue, dans la région Vénétie, dans le Nord-Est de l'Italie.

## Administration
| Période                                  | Période | Identité | Étiquette | Qualité |
| ---------------------------------------- | ------- | -------- | --------- | ------- |
|                                          |         |          |           |         |
| Les données manquantes sont à compléter. |         |          |           |         |

### Hameaux
Fossona, Montemerlo.

### Communes limitrophes
Montegalda, Montegaldella, Rovolon, Saccolongo, Teolo, Veggiano.